# ناحیه لوکاس، شهرستان افینگهام، ایلینوی
ناحیه لوکاس، شهرستان افینگهام، ایلینوی (به انگلیسی: Lucas Township) یک منطقهٔ مسکونی در ایالات متحده آمریکا است که در شهرستان افینگهام، ایلینوی واقع شده‌است. ناحیه لوکاس ۴۹۵ نفر جمعیت دارد و ۱۷۲ متر بالاتر از سطح دریا واقع شده‌است.